# Biočin
Biočin (cyr. Биочин) – wieś w Serbii, w okręgu raskim, w gminie Raška. W 2011 roku liczyła 29 mieszkańców.